# A Torres-szigetek zászlaja
A Torres-szigetek zászlaja Ausztrália egy hivatalos zászlaja, a Torres-szigetek jelképe. Bernard Namok tervezte 1992-ben, és miután megnyerte a helyi pályázatot, 1992 júniusában ismerte el hivatalosnak az Őslakosok és Torres-szigetiek Tanácsa. Ausztrália kormánya 1995. július 14-én ismerte el Ausztrália egyik hivatalos zászlajának, a zászlókról szóló 1953-as törvény értelmében.
Bár Namok már elhunyt, a zászlót még szerzői jog védi az 1968-as szerzői jogi törvény értelmében. A szigetek Tanácsa intézi a szerzői joggal kapcsolatos dolgokat, de „nem akadályozza meg a zászló kereskedelmi felhasználását, mert sokkal sürgősebb dolgai is vannak ennél.”
A tradicionális dhari fejfedő a szigetek lakóit jelképezi, a csillag pedig az öt nagyobb szigetcsoportot. A zöld a földet, a kék a tengert, a fekete pedig az őslakosokat szimbolizálja.